# Carrefour mondial de l'accordéon
Le Carrefour mondial de l'accordéon une organisation à but non lucratif fondée en 1989 par les accordéonistes Armand Labrecque, Marcel Messervier et Raynald Ouellet et ayant pour but de faire découvrir l'accordéon. Cet organisme administre le festival de musique portant le même nom et se déroulant annuellement à Montmagny au Québec ,,.

## Description
Le Carrefour mondial de l'accordéon est un événement musical ayant lieu chaque année à Montmagny durant la fête du Travail. Le festival, qui survient pour la première fois en 1989, accueille des accordéonistes professionnels et amateurs de provenance internationale. Le Carrefour présente à l'occasion de ses concerts un répertoire éclectique regroupant musique classique et moderne (incluant notamment le tango, le jazz, la musique folklorique québécoise et étrangère). En plus d'offrir plusieurs concerts, la programmation du Carrefour comporte généralement des ateliers, des expositions dans le Manoir Couillard-Dupuis (et dans le Musée de l'accordéon depuis 1995) ainsi qu'une exposition de fabricants d'accordéons, des conférences, des classes de perfectionnement pour accordéoniste et des soirées dansantes,,. Dans les années 1990, il propose également un souper d'ouverture et un brunch d'au revoir,.

## Éditions

### Première édition (1989)
La première édition du Carrefour mondial de l'accordéon est commanditée par la Ville de Montmagny, Impression Rive-Sud, le Manoir des Érables, Québec Téléphone (qui deviendra plus tard TELUS), l'Association touristique du Pays-de-l'Érable et les Caisses Desjardins.
Sur la scène de la salle Lavironde de la Polyvalente Louis-Jacques-Casault, plusieurs accordéonistes internationaux dont l'Anglais Alistar Anderson (concertina), l'Américain Laurie Andres (accordéon-piano), le Roumain Marin Nasturica (accordéon-piano), l'Irlandais Joe Burque (accordéon chromatique), le Français Jacques Dumont (accordéon musette) et l'Uruguayen Romulo Larréa (bandonéon), sont invités à se produire. D'autres performances sont offertes par Marcel Messervier et Raynald Ouellet (pratiquant tous deux l'accordéon diatonique) ,.
La première édition du Carrefour est également marquée par le tirage d'un accordéon Messervier, spécialement gravé du sceau du festival.

### Années 1990
La deuxième édition du Carrefour élargit sa programmation en ajoutant une journée à son horaire et en recevant près de 50 accordéonistes provenant de la Grande-Bretagne, de la France, des États-Unis et du Canada. Un bal populaire est d'ailleurs organisé dans l'Expodrome Boulet. En 1990, le Carrefour perçoit en outre une subvention de la part du gouvernement provincial.
La programmation de la troisième édition du Carrefour est marquée par le passage du Bulgare Petar Ralchev, de la Chinoise Hua Lan, du Québécois Réjean Simard, du Français Denis Tuveri, de l'Irlandais Billy Mc Comisky; le spectacle d'hommage aux Montagnards Laurentiens et le spectacle de clôture de Raynald Ouellet. En plus des subventions offertes par la Ville de Montmagny et le gouvernement du Québec, le Carrefour obtient une aide de la part du gouvernement canadien d'une valeur de 30 000 $.
La sixième édition du festival, qui se déroule en 1994, met l'emphase sur l'année de la famille en incluant dans sa programmation la Famille Antoine Paradis. La première du spectacle Hommage à Alfred Montmarquette est d'ailleurs présentée à cette occasion.
En 1995, le Carrefour, qui adopte le thème Une richesse musicale universelle, se munit d'une scène extérieure dans le Parc de la Mairie et ajoute à sa programmation des déjeuners conférences offerts par Robert Santiago, une clinique d'évaluation des instruments tenue par Romolo Bitocchi et un concert au clair de lune.
La huitième édition du festival (1996) est également marquée par l'ajout d'une scène extérieure, cette fois-ci près du Musée de l'accordéon. Pour l'occasion, ce dernier acquiert un accordéon belge confectionné en 1895. En plus d'une conférence animée par l'inventeur de l'harmonéon, Pierre Monichon, et d'un souper d'ouverture soulignant les 350 ans de la seigneurie de la Rivière-du-Sud (ancien nom de Montmagny), le Carrefour présente par exemple l'accordéoniste italien Riccardo Tesi, l'Américain Joe Derrane, le Français Daniel Colin et le Québécois Stéphane Landry.
En 1997, l'événement reçoit entre autres la visite de l'Argentin Ildo Patriarca, l'Italien Angelo Cardinali et de certains membres de la Musicora Orchestra de Poitiers.
La onzième édition (1999) célèbre quant à elle la musique cajun en proposant un Bal Cajun, animé par le groupe Joséphine et le trio composé d'Horace Trahan (accordéon diatonique), Hubert Maître (guitare) et Léo Abshire (violon). Cette édition introduit aussi des concerts intitulé les « Beaux après-midi ». Ceux-ci reçoivent les performances de l'orchestre français de Tony di Vincenzo ainsi que le groupe Ti-Jean de Terre-Neuve.

### Années 2000
La douzième édition du Carrefour (2000), qui présente des artistes écossais, russes, dominicains et ukrainiens et des ensembles musicaux autrichien et suisse lors du concert intitulé la Soirée des Alpes, accueille plus de 45 000 visiteurs.
L'année 2001 observe le passage du groupe français Alma Sinti, John Whelan et Chris Parkinson des États-Unis, l'orchestre breton La Belle Société (avec l'accordéoniste diatonique Étienne Grandjean), Baïkal Duo, le groupe Beyond the Pale d'Ontario, la Portugaise Ana Sofia Campea, le Trio Antonio Rivas, Artango et les Québécois William Vézina et Léopold Tremblay.
La programmation de la quatorzième édition (2002) de l'événement musical concentre quant à elle l'accordéoniste japonaise Hiroko Ito, les Français Patrick Lefebvre et Jean-Luc Revault qui présentent le spectacle Chants et musiques de Bretagne, les frères argentins Nini et Rudi Flores, l'Américain Peter Soave. Outre ces concerts, une soirée de danse québécoise et la diffusion de deux documentaires Un autre accordéon et Nuages réalisés par l'accordéoniste Robert Aboudarham.
En 2003, le Carrefour célèbre ses 15 années d'existence en invitant plus de 75 accordéonistes. Parmi eux, on note la présence du Roumain Dràgoï Ion, le retour des frères argentins Nini et Rudi Flores et le Russe Roman Jbanov.
En 2004, le festival conserve toujours son caractère international en accueillant le Suédois Lars Hollmer (accordéon-piano), l'Italien Mirco Patarini et la Française Mathilde Royet, pour n'en citer que quelques exemples. La 16e édition introduit un stage en accordéon d'une durée de quatre jours.
L'édition de 2005, en plus de présenter un concert de musique traditionnelle (avec le Trio Paul Grollier, le Pierre Schryer Band et le Club Carrefour) et les concerts Quand le jazz est là!, reçoit l'Italien Giancarlo Caporilli, le Français Samuel Garcia et Marlin Augustin de l'île Rodrigues.
L'accordéoniste Jérôme Richard (France), la formation Forro for all (Brésil) et Wilfrid Peters (Bélize) sont invités à l'occasion de la dix-huitième édition du Carrefour en 2006.
La dix-neuvième édition de l'événement se focalise sur la découverte du style musical manouche (jazz français gitan). Les Bretons Alan Madec et Yvan Knorst, les Français Emmanuel Pariselle et Christian Macs, les Anglais Robert Harbron et John Dipper, le groupe argentin Tango Eternal Trio et les Moldaves Jessica Gal et Sergiu Popa font entre autres partie de la programmation de cette édition.
L'année 2008 marque le passage de Raul Barbosa, LaudatDubanton (swing manouche), Petar Ralchev (Bulgarie) et Jovan Pavlovich (Serbie), Marin Nasturica, Joaquin Diaz, Christian Maes et Abdelhaleem Al Khatib, Joshua Horowitz, Gearoid O hALLmhuraim (Irlande), Stéphanie Moreaux (France), pour n'en citer que quelques exemples.
La 21e édition du festival, qui reçoit notamment des musiciens belges et brésiliens, accueille Stefano Valla et son piffero, un instrument italien traditionnel.

### Années 2010
La programmation du Carrefour mondial de l'accordéon de 2010 présente entre autres May Monday (avec Karen Tweed à l'accordéon et Timo Alakotila au piano), le Basque Xabi Aburruzaga (au trikiti), le Français Alain Chatry. L'événement rend également hommage à John J. Kimmel.
L'année 2011 est marquée par le passage d'Andy Cutting, des Lisas, des Titis parisiens, du trio Cocktail diatonique, du groupe Tapia Leturia, de Timi Turmel et d'Alexandre B. Caron. En 2011, l'événement est considéré comme l'un des rassemblements de l'accordéon les plus importants, aux côtés du festival d'Arseguel (Catalogne) et du festival de Tulle (France).
La 24e édition est amorcée par la performance de l'Uruguayen Enrique Telleria.
À sa 25e édition, le Carrefour mondial de l'accordéon accueille notamment le Russe Vladimir Denissenkov, l'Anglais Alistar Anderson ayant déjà participé à la première édition du festival et le Magnymontois Alexandre Caron. L'événement propose également l'exposition Complètement trad.
En 2014, le festival présente les performances du groupe Chamamémusette! (formé de Raúl Barboza, de Francis Varis et de Zé Luis Nascimento), qui se spécialise dans les pièces musicales de musettes et de chamamé.
La 27e édition du Carrefour laisse place à plusieurs artistes dont la Finlandaise Viivi Maria Saarenkylä, le duo Bilika (Didier Ithursarry à l'accordéon et Kristof Hiriart aux percussions), les frères irlandais Niall et Cillian Vallely et David Venitucci.
Le Carrefour de 2017 regroupe dans sa programmation Simon Thoumire, Samuel Garcia, Mario Cimenti, Renzo Ruggieri, Vladimir Denissekov, Marie-Jeanne Brousseau, Guillaume Turcotte. L'événement présente également les Concerts internationaux Hydro-Québec.
L'événement, qui compte le passage de Roberto Lucanero, du duo Paris-Moscou, d'Éric et Sandre Bouvelle et du Duo Douyez, ajoute en 2019 un spectacle et des ateliers destinés aux enfants.

### Années 2020
À cause de la Covid-19, le Carrefour mondial de l'accordéon n'a pas physiquement lieu en 2020. Néanmoins, grâce à l'implication de la Ville de Montmagny, des ministères de la Culture et du Tourisme, de Patrimoine Canada, d'Hydro-Québec et de la Fondation SOCAN, le Carrefour présente un spectacle virtuel intitulé En attendant 2021!
La 32e édition du Carrefour, toujours touchée par les consignes sanitaires relatives à la Covid-19, propose une programmation exclusivement canadienne avec Michael Bridge, le Duo Gzhel (musique russe), Grouyan gombo (cajun) et le Duo Martin Bellemare notamment. Cette édition marque également la retraite du directeur artistique Raynald Ouellet qui avait occupé le poste depuis 1989.
En 2022, le festival voit le retour des artistes internationaux avec le passage de Riccardo Tesi (Italie), de Sylvie Pullès (France), David Munnelly (Irlande), Jakob Steinkellner (Autriche) et Nikodem Sobek (Pologne). Plusieurs artistes québécois font partie de la programmation. Yves Lambert, Sonia Painchaud, Marie-Jeanne Brousseau et Les Bourque Émissaires en sont des exemples. Cette 33e édition est alors organisée par le nouveau directeur artistique, Steve Normandin.

## Autres activités
En 2003, le Carrefour mondial de l'accordéon participe au projet d'art contemporain intitulée Accordéons et lancée par Diane Landry et Manon Labrecque. Les dirigeants du Carrefour mondial de l'accordéon, en affiliation avec l'Université Laval, mettent en place en 2008 l'École internationale de musique à Montmagny, qui ouvre ses portes en 2009,. En 2019, l'organisme parraine, en collaboration avec la Corporation des Arts et de la Culture de l'Islet, le festival musicale La Dégelée! En 2020, il publie la bande dessinée Soufflets, musique et compagnie, qui retrace la fabrication de l'accordéon diatonique à Montmagny.

## Prix et distinctions
En 1995, le Carrefour mondial de l'accordéon reçoit le Grand Prix de l'Excellence du tourisme de la part de la MRC de Montmagny. En 2003, l'organisme est le récipiendaire du Prix Manifestation touristique Desjardins dans la région de Chaudière-Appalaches. Trois ans plus tard, le Carrefour se voit offrir le prix Hommages aux bâtisseurs décerné par les Caisses Desjardins et la Vitrerie Lévis. En 2022, l'organisme reçoit le prix CQPV 2022 décerné par le Conseil québécois du patrimoine vivant pour le projet «À la découverte de l’accordéon diatonique», une série d'ateliers créatifs destinés aux jeunes de 7 à 12 ans.